# Чайка, Даниил Валентинович
Дании́л Валенти́нович Ча́йка (род. 22 октября 2002, Москва) — российский хоккеист, защитник клуба «Авангард».

## Карьера
Выпускник СДЮШОР ЦСКА имени Валерия Харламова. В 2017 году переехал в Канаду, где стал выступать в составе команды «Торонто джуниор Канадиенс» в одной из юниорских лиг, а позже за «Гуэлф Сторм», выбравшем хоккеиста на драфте юниоров Хоккейной лиги Онтарио (OHL). В своём дебютном сезоне на профессиональном уровне провёл 76 матчей, включая игры плей-офф, в которых забил 5 шайб и сделал 9 передач. По итогу сезона-2018/19 завоевал с командой главный трофей лиги OHL — Кубок Джей Росса Робертсона. Привлекался к играм в составе юниорской сборной России, в составе которой завоевал Мировой кубок вызова 2018, а также Кубок Глинки / Гретцки 2019. Летом 2020 года сыграл на Sochi Hockey Open за молодёжную сборную страны.
Осенью 2020 года в связи с отсутствием игровой практики из-за пандемии коронавируса вернулся в Россию и подписал трёхсторонний контракт с родным ЦСКА на основе арендного соглашения до конца сезона 2020/2021. В начале ноября был вызван в состав главной сборной на первый этап Еврохоккейтура — Кубок Карьяла 2020. На этом турнире сборная России, составленная, в основном, из молодых хоккеистов, завоевала золотые медали, а Чайка забросил шайбу в первом матче. 12 ноября 2020 года в домашней встрече ЦСКА против уфимского «Салавата Юлаева» дебютировал в КХЛ. Помимо этого, Чайка был вызван в состав молодёжной сборной России для участия в чемпионате мира по хоккею среди молодёжных команд в Эдмонтоне. 12 января 2021 года в гостевом матче ЦСКА против рижского «Динамо» забросил свою первую шайбу на уровне КХЛ.

## Достижения
- Победитель Мирового кубка вызова 2018
- Обладатель Кубка им. Джей Росса Робертсона в сезоне 2018/2019
- Победитель кубка Глинки / Гретцки 2019
- Победитель кубка Карьяла — 2020

## Статистика
| Легенда | Легенда                    | Легенда | Легенда                   | Легенда | Легенда    |
| ------- | -------------------------- | ------- | ------------------------- | ------- | ---------- |
| И       | Количество проведённых игр | Штр     | Штрафное время            | +/−     | Плюс-минус |
| Г       | Голы                       | П       | Голевые передачи          | О       | Очки       |
| -       | Статистика неизвестна      | —       | Статистика не учитывалась |         |            |